# 仆街
仆街（粵拼：puk1 gaai1，亦作英文字母：PK），在粵語中是慣用語及俗語，雷同官話的「混蛋」。「仆街」原意是跌倒在街道上死在路邊，而无人替其收屍。主流如電影、電視、電視劇、報章、雜誌、互聯網討論區及論壇等媒體，以至漫畫、塗鴉等次文化中皆可見「仆街」之使用。

## 語源讀音
根據文獻記載，仆字的意思可追溯以下語源：
- 西漢·司馬遷《史記·項羽本紀》：「衛士仆地。」趴倒地上。
- 東漢·班固《漢書·卷四十七·梁孝王傳》：「貪生畏死，即詐僵仆陽（佯）病。」跌倒而伏。
- 《說文解字》（大徐本）：仆，傾也。从人卜聲。芳遇切。
- 《說文解字》（段注本）：，頓也。頓者，下首也。以首叩地謂之頓首，引申為前覆之辭。
- 唐·李延壽《南史·吳平侯勱傳》：「或遇風雨，仆卧中路，坐地號慟，起而復前，家人不能禁。」倒卧路中。
- 唐·韓愈《祭湘君夫人文》：「舊碑斷折，其半仆地。」傾倒、橫陳。
- 唐·孫樵《祭梓潼神君文》：「跛馬慍僕，前仆後踣。」前倒後撲，難以前進。
- 唐·柳宗元《永州韋使君新堂記》：「或立或仆。」傾倒、橫陳。
- 《新唐書·房杜傳贊》：「興仆植僵。」傾倒。
- 宋·王安石《遊褒禪山記》：「有碑仆道，其文漫滅。」傾倒、橫陳於道中。
- 《廣韻》：，前倒、倒也。
- 清·朱駿聲《說文通訓定聲》：「前覆曰仆，後仰曰偃。」前倒後翻的分別。
- 清·秋瑾《吊吳烈士樾》：「前仆後繼人應在，如君不愧軒轅孫！」前面的倒下，後面的接上。意指繼承於前倒下烈士之志，寓意不怕犧牲。

在讀音方面，根據《集韻》，仆之標音為「普木切」，對應通攝合口一等入聲屋韻滂母。取「普」字聲母（今p-）、陰陽（今陰聲），再加「木」字韻母（今-uk）、平仄（今入聲），合起來讀「puk、陰入聲」，與現代口語讀音「puk7」完全對應。而按「粵語審音配詞字庫 （页面存档备份，存于）」，仆字的現代標準讀音是「fu6」，口語讀音「puk7」被視為異讀字。

## 原意
仆，即失足跌倒，通常為向前跌倒，隱含突然下滑姿勢；街，即街道；
“仆街”是仆倒街頭的簡化粵語口語，為動補結構，視不同的語境，可作為中性詞、貶義詞或褒義詞，是粵語人民使用極為廣泛的口頭語言。
也有傳仆街可以指橫死街頭，死後沒人「收屍」，即「倒斃街頭，橫屍於外，不得善終」，是故有人認為這只能算是咒罵別人，並非粗言穢語。

### 其他意思
在部分地區，仆街一詞並不帶侮辱性或冒犯性。如在台灣，仆街被用作「被打死」或「被打趴在地上」狀態的形容詞；而在新加坡和馬來西亞，一般亦可以指公司或富裕人家突然衰落破產或倒閉的意思，統不視為髒話。
在台灣本無仆街一詞，純粹於香港引進，頂多以「趴」街做為解釋，但無任何侮辱，冒犯等負面意義。

### 不同意思
像出了麻煩的時侯，脫口而出「仆街」，就如國語的「死定了」的大概意思。
像是罵別人時，說「仆街啦！」，就如國語的「去死啦！」的大概意思。
像是罵別人時，說「仆街仔！」，就如國語的「混帳！」的大概意思。
「仆街仔」有時候并不是罵人的，比如有時候有人會對你說「仆街仔呀，咁你都諗到出嚟。」（「你這混帳呀，這你都想得出來」的意思）那就有可能是就你很精明的意思；雖屬褒義，但在反語用法的語境中，就有稱讚別人行事心狠手辣，為求目的而罔顧某些規則或道德標準的意味。

## 詞語文法
在廣義上，仆街這詞有以下幾種用法：
1. 形容詞（作或「嚴重」解）：
呢條友做埋咁多仆街嘢，早就生仔無屎忽啦。／考試肥佬（音譯自英語「Fail」）？你呢次真係仆街啦。／個股市今日跌到仆街！
（這個人做了這麼多壞事，活該生孩子沒屁股。／考試不及格？你這次真的完蛋了。／股市今天跌得很厲害！ ）
2. 名詞（指責駡的對象。作「衰人」解）：
呢個仆街，咁多人死唔見佢死。／叫嗰條仆街收皮啦。
（這個混蛋，死了這麼多人還未見他死。／叫那個混帳去死吧。）
3. 副詞（表示非常失敗）：
人賭錢你賭錢，又會輸得咁仆街𠺢！／你做人做得好仆街姐，行行下都會被棵樹砸瓜噶。
（人賭錢你賭錢，怎會輸得那麼慘！／你做人做得很潦倒，走著走著都會給棵樹砸死呢。）
4. 動詞（原意中性詞「碰到」或「撞傷」，引申為「不小心」解：
小心啲嘛，仆街痛唔痛啊？／咁無用，早就叫佢去仆街啦！
（小心點嘛，跌在地上很痛吧？／這麼沒用，早就叫佢去死啦！）
5. 嘆詞（表失望或自責。作「衰咗」解）：
仆街囖！無啦啦落狗屎（下雨）！／哎呀！仆街——去茅廁無帶紙巾！
6. 拆分使用（作動詞，「街」作補語）：
仆你個街，食屎啦！／仆佢個街啊，咁都唔中？！ （類似「豈有此理」、「頂你個肺」等意思）
7. “反語”（褒義詞）
例1：個仆街仔，又幾醒目咯啵。／你好仆街喔，咁都溝到條女！亦有情侶或深交，互稱仆街，而不已為意
例2：在《大內密探零零發》電影中，零零發把無相王之子殺掉之後，皇上說了一句：阿發，你仆街啊（阿發，你這小子做得好呀！）

## 在社區普及的原因
在廣州話社區中，此詞的普及率非常高，甚至成為了不少人日常生活交談的用詞。這一定程度上是基於近代廣東的戰亂歷史。由1840年鴉片戰爭開始、歷經廣東洪兵起義、三合會活動、革命黨活動、至國民黨時代的內戰、清黨、北伐、抗日戰爭、國共內戰，所見到街頭死亡，無日無之，故一段時間後，人們已經見怪不怪，不覺得恐怖了。所以老一輩的人，多以「斬頭鬼」、「打靶鬼」、「（閤／咸）冚家鏟」、「死仔包（袋）」或「仆街死」等等惡毒語咒罵別人，現在遠離戰爭、只留下「仆街」。
後來演變出毫不經意的咒罵語（隨口噏），將那些粗口用字以諧音字代替，和惡毒罵語的關鍵字，好像死、鬼和閤家除去，演變出衰鬼、死佬（仔）、死鏟、仆街等比較中性和個人的廣東咒罵語，大部分操粵語的人，都會不自覺地、隨時說這些俗語，偶有名人於公眾場合也會用來說笑。由心中暗罵，只是宣洩突然情緒罷了，多數沒有惡毒心意。

## 在媒體中出現
香港漫畫、電影等媒體為突出角色的性格和情緒，「仆街」入著是很常見的。有些創作者偶然亦喜歡運用在塗鴉之內。網絡文化上，這詞的出現次數也非常高，於某些討論區更成了日常會員溝通的用字；另在惡搞文化中出現的「改歌」，歌詞則不時可見填有仆街，或容易使人聯想其意的字眼。這俱使得仆街此一俗語，漸漸走進香港的次文化。
- 1989年香港電影《賭神》片中，其中角色南哥（楊澤霖飾）因高義（龍方飾）未能幫助陳金城贏得牌局，脫口罵出「高義，你個仆街仔」台詞。（日後由台灣方面改翻譯的台詞「高義，你他媽雜碎」卻在台灣更為風行一時。）
- 1999年香港電影《賭俠1999》片中，張家輝飾演的「化骨龍」曾說出台詞「仆你個街，亞視嚟嘅喂」成為香港網絡界的經典金句。
- 2007年次文化堂彭志銘出版的《小狗懶擦鞋》，特別指出仆街是咒人橫屍路邊，頂多惡毒，卻不是平常那些總要和性事拉上關係的粗話[3]。
- 2007年香港博客林忌的恶搞歌曲《福佳始终有你》中的「福佳」在粤语裏便是“仆街”的谐音。
- 2009年專欄作家古德明於《蘋果日報》，引中國典故與英文詞語加以比義，闡釋仆街只屬帶詛咒含義的俗語[9]。
- 2010年在10月TVB劇集《翻叮一族》，夏雨在第17集中頭幾分鐘出現「仆街而已，沒什麼」。
- 2011年在07月TVB劇集《真相》，何偉聰（朱敏瀚飾）在第2集中多次出現「你個仆街」。於其後集數並出現更多「仆街」。[1]
- 2011年10月台灣陸委會宣傳台灣觀光廣告影片《這三年來，台灣不一樣了》，以少女在阿里山、太魯閣、總統府、六合夜市、九份老街扮成屍體直挺挺躺在路邊，賴幸媛稱讚仆街可成為台灣深度觀光的最佳代言[10]，香港明報認為這是無創意又低級的宣傳[11]。「仆街少女」表示仆街只是一個符號，背後所推動的含意才是重點。從一開始就希望透過這種輕鬆、詼諧的行為藝術介紹台灣，並宣導公益與藝文，讓更多人認同，進而一起做公益、關注台灣的美好，「這是我們的初衷，從沒變過」。藝術家張美陵認為，「仆街」一詞已被「仆街少女」轉譯，失去原意，變成一種街頭表演或行動藝術，應著眼在所要傳達的意義[12]。

## 替代字
儘管仆街作為俗語的普及率非常高，又談不上粗言穢語，但因應學校和部分討論區等地方仍視之為禁忌而「受管制」，一些替代字遂應運而生。例：
1. 街（讀音「fu6」（即「前仆後繼」的「仆」[2]），參考宣道出版社出版的粵語《聖經》光碟，「仆倒」被讀作「/fu6 dou2/」）：故意以「仆」的另一讀音取代，如「付」、「赴」等。
2. PK：源於街的英文譯音Puk Kai。
3. Hi Hi：源於香港高登討論區以前曾使用的「關鍵詞過濾」。
4. 趴街：趴為之近音，也可指仆街然後趴在街上。
5. 曲街：是「街」一詞在佛山一帶的粵語南番順方言變體[13]，在香港則把其理解作「曲」為仆之諧音，香港紅磡有一街道名為曲街，有網友惡搞使其成了替代字。
6. 百佳：原是超級市場之名稱，因為廣州話「百佳」的英文譯音Pak Kai，首字母就是前述的PK。
7. 福佳：街之諧音，源於福佳歌曲系列。
8. 親吻大地：意指仆倒時顏面著地，有如「親吻大地」的動作。
9. 不該、鋪蓋、破蓋：普通話發音相似。
10. Poor guy、book guide：英文發音相似。
11. 覆機、覆你個機：原本是傳呼機流行年代，收到傳呼機訊號後打電話回覆的意思，源於被香港亂噏的《長毛開BAND》環節採用。

### 生肖
- 鼠年頭至4月30日

### 人物
- 文雪兒
- 李國華
- 張安樂
- 季炳雄

## 註記
1. ↑  《說文解字》（大徐本）：仆，傾也。《說文解字》（段注本）：仆，頓也。頓者，下首也。以首叩地謂之頓首，引申為前覆之辭。

## 外部連結
- 香港網絡大典 - 仆街 （页面存档备份，存于）
- 香港網絡大典 - Hihi （页面存档备份，存于）